# Rosaro (Grezzana)
Rosaro è una frazione del comune di Grezzana, in provincia di Verona. 

## Geografia fisica
La frazione è situata sui monti della Valpantena orientale, a 588 m sul livello del mare, e dista circa 8 km da Grezzana e 18 km da Verona. Per la vista scenografica che si apre da Rosaro sulla Valpantena, il paese è noto con il nome di "balcone della Valpantena".

## Storia
Il borgo di Rosaro è ricordato per la prima volta in un documento del 2 agosto 832 e deve il proprio nome alla presenza in tutto il suo territorio di numerosi cespugli di rose (come nella vicina località I Rosari, a sud-est del paese). Piccolo villaggio per tutto il medioevo, fu a partire dal XVI secolo che Rosaro conobbe una certa vivacità, quando venne costruita la cappella di San Pietro (1589) per volere dei conti Orti Manara, i quali erano proprietari di queste terre. Nel secolo successivo, il borgo fu duramente colpito dalla violenta peste del 1630, rendendolo disabitato: da questo evento nacque la leggenda di donna Rosa, unica sopravvissuta del paese che si prodigò per farlo rinascere; sempre secondo la leggenda, che pur confermata tale è ancora oggi nota dai locali, fu proprio in onore di questa donna che il borgo prese il nome di Rosaro. La frazione conobbe un particolare incremento demografico a partire dal XVIII secolo, tanto che oggi conta una seppur modesta area urbana che si sviluppa intorno al nucleo centrale.

## Monumenti e luoghi d'interesse

### Architetture religiose
La chiesa parrocchiale di Rosaro è dedicata a san Barnaba apostolo. Inizialmente cappella privata dei conti Orti Manara, edificata nel 1589 e dedicata a san Pietro, fu trasformato in oratorio nel 1779 per opera dei locali fratelli Spinelli, ai quali era passato in proprietà nel 1736. La chiesa assunse l'attuale aspetto negli anni tra il 1909 e il 1912, e fu eretta in parrocchia autonoma nel 1924. Nel 1945 è stato realizzato il campanile. Si presenta in stile neoclassico, ad aula rettangolare con due cappelle ai lati e con facciata a capanna. All'interno si segnala l'affresco sulla parete absidale realizzato da Aristide Bolla del Sacro Cuore di Gesù tra i santi (1921).
La parrocchia di Rosaro si estende su un territorio che conta 478 abitanti.

## Geografia antropica
La frazione si sviluppa lungo la SP6 dei Lessini, nel punto in cui essa inizia a risalire verso l'altopiano lessinico.
Proprio questa strada divide il paese in due zone distinte: la parte ad ovest dove si trovano il cimitero, la chiesa parrocchiale e dove abita la maggior parte della popolazione, e la parte est formata principalmente dalla località Busoni, che si collega direttamente a Grezzana tramite una strada secondaria.
Vicina al centro del paese è la località Praole (comune di Cerro Veronese).
Rosaro è composto da cinque contrade principali: Busoni, Lavelletti, Lavello, Macchielli, Miravalle.